# Friedrich Carl Christian von Poseck

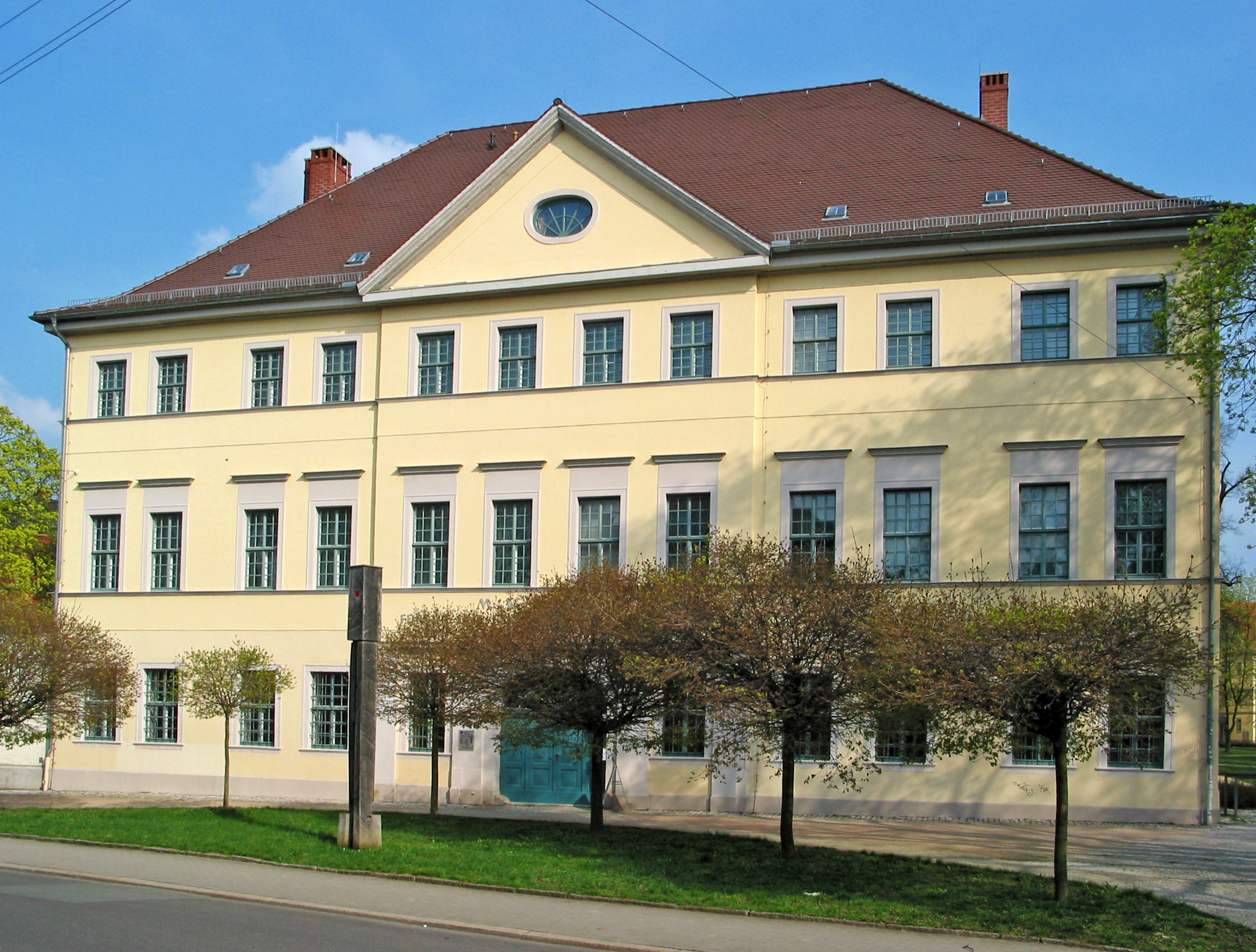
Westansicht des Museums für Ur- und Frühgeschichte Thüringens

Friedrich Carl Christian von Poseck (geb. 19. Juni 1785 in Kassel; gest. 31. Januar 1850 in Weimar) war Sachsen-Weimarischer Kammerherr und Oberforstmeister. Es war eine Stellung, die dem Adel vorbehalten war. Poseck entstammte vogtländischem Uradel aus dem Orlagau. Die Familie von Poseck ist vielleicht auch stammesgleich mit dem Geschlecht von Obernitz.
Das von Anton Georg Hauptmann 1791 erbaute und von Poseck ab 1827 bewohnte Haus war das zweitgrößte Wohnhaus in Weimar nach dem von Friedrich Justin Bertuch. Zudem war er Herr auf Ettischleben. Das Museum für Ur- und Frühgeschichte Thüringens war das Poseck'sche Wohnhaus gewesen. In seiner Eigenschaft als Oberforstmeister hatte er unweigerlich mit Goethe zu tun, zumal er in Botendiensten tätig war. So traf er mit ihm am 15. Juli 1826 zusammen, um Grüße auszurichten. Poseck war offenbar bereits lange zuvor, nämlich ein halbes Jahr vor der Völkerschlacht bei Leipzig 1813 in offizieller Mission als Begleiter in Leipzig gewesen. Das ist den Tagebüchern Goethes zu entnehmen.
Nach ihm ist nicht nur sein Wohnhaus benannt, sondern auch der Posecksche Garten. Die an diesem vorbeiführende Straße heißt Am Poseckschen Garten. Gegenüber dem Poseckschen Garten befindet sich der Historische Friedhof.